# Bein Sports Ñ
BeIN Sports Ñ (titulado BeIN Sports en Español), es una cadena de televisión por suscripción que transmite contenidos deportivos internacionales en español disponible para Estados Unidos propiedad de beIN Media Group. La cadena ofrece cobertura exclusiva de los mismos eventos que su versión en inglés. Emite a través de plataformas de televisión por cable y satélite.

## Historia

Logo usado desde 2012 hasta 2017.

El 15 de agosto de 2012, comenzó sus transmisiones junto a su señal en inglés. Se creó para la comunidad de habla hispana, siendo rival de ESPN Deportes, Fox Deportes, GolTV y Univision Deportes Network. Nació cuando Al Jazeera Sports Network arrebata los derechos exclusivos de LaLiga hasta ese entonces eran exclusivos de GolTV. La cadena tiene fijado como objetivo, hacerse con los derechos de las principales competiciones futbolísticas a nivel mundial y de otros deportes. Se puede ver por diferentes plataformas y en las diversas cableoperadoras de Estados Unidos.

## Derechos de emisión
beIN Sports Ñ transmite en exclusiva eventos como las competiciones sudamericanas de clubes de la CONMEBOL (Copa Libertadores, Copa Sudamericana y Recopa Sudamericana), Ligue 1, Supercopa de Francia, Superliga de Turquía, Copa Africana de Naciones y la Liga de Campeones de la CAF.